# Alberto Carsí
Alberto Carsí Lacasa (Valencia, 12 de febrero de 1876 - Perpiñán, Francia, 1960) fue un geólogo e ingeniero geólogo experto en Hidrogeología y masón español. Era un claro federalista y estuvo a favor de la Segunda República Española, simpatizando con el Anarcosindicalismo. Defensor del acceso gratuito al agua como uno de los Derechos Humanos.

## Biografía
Miembro de una familia acomodada, su padre, José Carsi Belenguer (+ en Barcelona 1928), era constructor de pozos artesianos curtido en la extracción de aguas subterráneas. Su madre era Vicenta Lacasa Rodríguez + en Barcelona 1919). 
Realizó sus estudios universitarios de ciencias en Barcelona y en 1902 publicó su primer trabajo en el nº15 de la revista mensual «La Universidad catalana» que versaba sobre los pozos artesianos.
En 1903 se casó en Valencia con Pilar Blasco Ibáñez, hermana menor del escritor universal y juntos fueron a vivir a Barcelona. Un año después Carsí conoció al astrónomo y sismólogo José Comas y Solá en una conferencia de este último en el «Ateneo Barcelonés», el único asistente fue Alberto y por respeto a él, Comas dio la conferencia y al terminar lo invitó a debatir lo expuesto en el «Café de la Rambla», allí nació una gran amistad que daría fruto en múltiples colaboraciones tanto políticas -ambos eran anarquistas- como investigadoras, lo que inicialmente le llevó a trabajar a Carsí en 1904 en el «Observatorio Fabra» que había creado ese mismo año y dirigía el propio Comas, y a fundar con éste la “Sociedad Astronómica de España y América” un año después, de la que fue su bibliotecario. Comas, el astrónomo de referencia en España, además coincidía con Carsí en su común interés por los terremotos y la búsqueda y uso de fuentes de energía alternativas o renovables, que era el campo de Carsí, quien era constructor de pozos artesianos. Y fue Comas quien lo introdujo en la logia Cosmos donde tomó el nombre simbólico de la estrella Canopus.
En 1905 fundó con Comas y el músico y compañero de correrías pacifistas Pau Casals el "Comité Catalán contra la Guerra" primer órgano antibelicista conocido cuando menos en España. Casals sería el compositor del Himno de las Naciones Unidas.
Habiendo convencido a su cuñado Vicente Blasco Ibáñez para que tradujera al castellano la obra de Élisée Reclus “Novísima Geografía Universal” vio la luz -con su colaboración- en 1906 repartida en seis tomos que editó la Editorial Prometeo de Valencia.
Ingresó en 1906 en el Club Montañero o Muntanyenc poco después de su fundación. A imitación de su maestro en mineralogía, Odón de Buen organizó excursiones culturales para formar a quien gustara de la naturaleza: con la “Unión Obrera para la Educación Popular” sobre geología en el Tibidabo así como, junto con el Museo Pedagógico Experimental, al Pont de Brugués (Vich) y al Castillo de Eramprunyá…por citar algunos ejemplos.
En 1910 ya era miembro del Consejo directivo y presidente de su sección de Espeleología que fundó como geólogo “reclusiano” que era. No en balde acabó siendo delegado en Barcelona de la Sociedad Valenciana de Fomento del Turismo.
Carsí expuso sus más famosas conferencias en el «Ateneo Barcelonés» sobre Abastecimiento de agua potable a la ciudad de Barcelona (1910-1911), siempre en contra de la especulación del precio del agua que -bajo su opinión- se hacía con el visto bueno del Ayuntamiento de Barcelona y por ello combatiendo los proyectos de Rivas y Sans; así como sobre Historia Natural en múltiples ocasiones, llegando a ser en 1912 socio numerario de la Real Sociedad Española de Historia Natural.
Serían destacadas en la prensa local como por ejemplo la conferencia para la Asociación Ferretera o la del “Centro Barcelonés de Estudios Psicológicos” (librepensador) de 1924 titulada El arte en la Naturaleza. Además su aventura empresarial marchaba viento en popa, incluso la revista “Blanco y Negro” publicó un reportaje en 1925 sobre la instalación que realizaron los hermanos Alberto y Ricardo Carsí en el «Círculo Ecuestre de Barcelona» de un moderno sistema de abastecimiento de agua proveniente de artesianos con bombas extractoras alimentadas con motores eléctricos.
Pero años después se cernió la tragedia sobre su vida, el 5 de junio de 1929 el matrimonio Carsí Blasco vivió la tragedia de ver morir a su hija Pilar Carsí Blasco-Ibáñez a la edad de 23 años tras una larga enfermedad, algo que Alberto trató de superar escribiendo un libro sobre ella.
Como masón grado 33 de la logia Cosmos pertenecía a la Gran Logia de España (G.L.E.) y tomó parte en las luchas intestinas entre ésta y el Gran Oriente de España. En 1930 Carsí junto con Manuel Ximénez, ambos críticos de GLE, formaron parte del grupo que trató de unificar ambas en la llamada "Gran Logia Unida" pero aquello se revirtió en cantonalismo, y el resultado fue que se fundaron en toda España 18 logias más en un mes.
En abril de 1931 ingresó en la Confederación Nacional del Trabajo (CNT) Profesiones Liberales, donde sería vocal y fue presidente de la Junta directiva del centro “Unión Republicana Valenciana”. Fue presidente del «Ateneo Pi y Margall» desde donde participó en actos en apoyo de la República que tras las elecciones municipales había sido establecida como nuevo régimen en España.
En mayo de 1932 a raíz del interés del alcalde de Alicante, Lorenzo Carbonell, por mejorar el suministro y la calidad de las aguas potables de su ciudad y preguntar a su colega el alcalde de San Sebastián, Fernando Sasiaín, este dio a conocer el hecho de que fueron analizadas cuatro años antes por el geólogo Alberto Carsí. No fue el único lugar del país en que hubo realizado análisis, en Santa Cruz de la Palma también lo había realizado. Al parecer Carsí llevaba a cabo un ambicioso proyecto para toda España que nunca pudo terminar.
A finales del verano de 1932 se aprobó el Estatuto de Autonomía de Cataluña y antes de fin de año se celebraron elecciones autonómicas que dieron la presidencia a Francesc Macià de la Generalidad de Cataluña constituida un año antes.
Carsí desde 1933 era miembro de la Junta de la "Liga de los Derechos del Hombre" y ese mismo año sacó a la luz el primer número de la revista «Guerra a guerra» de su "Comité catalán contra la guerra" donde firmaron artículos Albert Einstein, su amigo José Comas, Henri Barbusse o Ángel Pestaña. Se promulgó la Ley de Contratos de Cultivo en primavera y llegó la declaración unilateral de Macià de un estado catalán dentro de una supuesta República Federal Española, la Proclamación del Estado Catalán en octubre de 1934 basada en no reconocer los resultados electorales en toda España que dieron como ganadores a la CEDA y Lerroux, pero la deriva que inició costaría tres años después la presidencia del Gobierno central al socialista Francisco Largo Caballero.
En marzo de 1936 Carsí fue nombrado delegado de Servicios Hidráulico del Gobierno de la Segunda República Española para el Pirineo Oriental y tras constituirse poco después el Consejo de la Escuela Nueva Unificada de Cataluña (CENU), fue invitado a formar parte de él junto con su presidente el anarquista y pedagogo Joan Puig Elías; 4 miembros de UGT -Enseñanza; 4 miembros del Sindicato de Profesiones Liberales CNT (Alberto Carsí y 3 más); 1 miembro del Consejo de Cultura de la Generalidad catalana; 1 de la Universidad Autónoma, 1 miembro de la Universidad Industrial y 1 de la Escuela de Bellas Artes. En julio de ese mismo año presentó Carsí la ponencia sobre enseñanza superior del citado C.E.N.U. en calidad de vicepresidente. Era un trabajo encaminado a la creación de una nueva pedagogía. Además, en ese primer curso comenzó a impartir clases de ciencias naturales en las 'Escuelas Militantes CNT-FAI' (a las que asistió Eduard Pons Prades). Durante el primer curso (1936-37) publicó sus libros “Los regadíos de Cataluña” y “La riqueza minera de Cataluña’’ que dedicó a Lluís Companys. Justo después fue nombrado miembro de la Junta de Relaciones Culturales de Cataluña junto con su amigo P. Casals, el poeta Gabriel Alomar y el jurisconsulto Josep Xirau entre otros, dentro del Departamento de Cultura de la Generalitat Catalana.
Debido a los acontecimientos políticos internacionales dentro de la izquierda motivados por la persecución llevada a cabo por la Internacional Comunista o III Internacional (Estalinista) contra socialistas moderados y anarquistas, el autodenominado "gobierno de la República de Cataluña", de corte anarquista creado junto con el POUM de Andreu Nin, se enfrentó al Gobierno central de la II República dirigido por el Frente Popular y cuyo punto álgido fueron las Jornadas de mayo de 1937 y la muerte del conseller Antonio Sesé acabando todo en guerra fratricida. Mientras la Consellería o Consejería de Economía de la Generalitat permaneció en manos de la CNT se preparó la “Conferencia para el Aprovechamiento Industrial de las Riquezas naturales de Cataluña” (CAIRN) con Alberto Carsí al frente. Esta debía comenzar en octubre, pero los acontecimientos contrarrevolucionarios de mayo entre anarquistas y comunistas, hicieron que los comunistas, que tomaron el poder de la Consejería de Economía, impidieran llevar a cabo su realización. Tanto Carsí, en calidad de delegado del Gobierno de la II República y bajo la protección del Ministerio de Obras Públicas de España, como el 'Sindicato de la Edificación, Madera y Decoración' de la CNT, continuaron por su cuenta el estudio científico de la región y en plena guerra civil publicó “Los regadíos de Cataluña”. Gracias a los estudios hidrológico-forestales de este valenciano afincado en Barcelona se logró trazar el mapa geográfico-biótico forestal de Cataluña en toda su diversidad biológica y climática al objeto de reforestar y explotar la riqueza maderera contando con los obreros forestales o bosquetaires.
En 1939 terminó la guerra civil y Carsí huyó a Francia, el "Tribunal de Represión de la Masonería y el Comunismo" lo había condenado a 30 años de reclusión así que no volvió a España; dejaba publicados alrededor de 400 informes profesionales sobre hidrogeología y unió a la Resistance.
Fue menospreciado moral, social y profesionalmente hablando -al igual que muchos otros reclusianos como Joan Ferrer o Anselmo Lorenzo- por el sector reaccionario de la Iglesia catalana, encabezada por el presbítero Juan Tusquets (asesoraba al Servicio de Información), por su pertenencia a la masonería, sus simpatías al naturismo (originario de los sectores más progresistas de Valencia) y por su admiración por Reclus; pero también hay que reconocer que ciertos sectores de la izquierda, que no quisieron ver al científico pacifista que había en Carsí, le dieron la espalda considerándolo, según, traidor a la II República o a Cataluña. Todo esto trajo su descrédito tanto fuera como dentro de España, lo que repercutió en su carrera profesional y fue cayendo en el olvido un gran talento para todo lo relacionado con el uso del agua y las energías renovables, todo eso que hoy se denomina ecología; sin duda fue un adelantado a su época.
En 1945, ya finalizada la Segunda Guerra Mundial en su frente europeo, continuó el exilio en Perpiñán y publicó “Estampas maravillosas de la vida del agua” bajo el nombre de su hermano Ricardo, pues tenía prohibido publicar en España.
Muerta su esposa Pilar el 13 de julio de 1952, la persona que ayudó a Carsí a sobrevivir fue el anarquista José Molina, lo asistió y ayudó económicamente hasta su fallecimiento acaecido en el año 1960. Sus restos mortales volvieron a España y descansan en Barcelona, en el Cementerio de Montjuic por deseo de su heredera Mercedes Navarro Carsí.

## Principales publicaciones
- “Abastecimiento de aguas de Barcelona”.Imprenta Inglada, Barcelona 1911 (ejemplar de la Biblioteca de Cataluña).
- “Geología del Rif: la verdad sobre su riqueza”, Editorial Prometeo. Valencia, 1923.
- “Sumario de los principales trabajos científicos realizados por Alberto Carsí sobre geología y ciencias derivadas y afines hasta el 12 de febrero de 1926, cincuentenario de su natalicio”. Pereda impresor. Barcelona, 1926.
- “Breve relación de las cuencas artesianas de Cataluña”, Editorial Verdaguer. Barcelona, 1931.
- “La riqueza minera de Cataluña. Libro de sugerencias, estímulos y regeneración.”, Editorial Maucci. Barcelona, 1937. Dedicado a Lluís Companys, presidente de la Generalidad Catalana, por el autor.
- “Los regadíos en Cataluña. Libro de estímulo y regeneración. Modo de salvar y engrandecer a un pueblo.”, Editorial Maucci. Barcelona, 1937.
- “José Comas y Solà: el hombre y el científico.” en coautoría con J. Ferrer, 1937 para la revista propaganda CNT.
- Artículo “El petróleo eterno generador de guerras” en el n.º 6 de la revista hispano-francesa «Universo». Año 1956.